# Konvergens (matematik)
Konvergens är inom matematik en egenskap hos vissa följder, det vill säga sekvenser av objekt {\displaystyle x_{i}}. Dessa är konvergenta om de närmar sig ett fixt objekt {\displaystyle x}. 
Med att en summa är konvergent menas att följden av dess partialsummor är konvergent.
Formellt är en följd {\displaystyle \{x_{i}\}_{i\in \mathbb {N} }} i ett metriskt rum X konvergent om det finns ett element x i rummet X sådant att
För varje {\displaystyle \epsilon >0} så finns {\displaystyle N\in \mathbb {N} } så att om {\displaystyle i>N} så gäller
{\displaystyle d(x_{i},x)<\epsilon }.
I ett allmänt topologiskt rum X sägs följden {\displaystyle \{x_{i}\}_{i\in \mathbb {N} }} konvergera mot x, om det för varje omgivning U till x gäller att {\displaystyle X\setminus U} endast innehåller ändligt många element från följden ovan. 
Motsatsen är att följden är divergent.
I ett fullständigt metriskt rum är alla Cauchy-följder konvergenta. Stolz–Cesàros sats kan användas för att avgöra om en serie är konvergent.

## Exempel
1. I R är talföljden 1, 1/2, 1/4, 1/8, ... konvergent, och den konvergerar mot 0. Talföljden 1, 1+1/2, 1+1/2+1/4, ... konvergerar även den, i detta fallet mot 2.
2. I rummet av alla reella tal större än (eller lika med) 0, konvergerar följden 1, 1/2, 1/3, 1/4, ... mot 0. Däremot är följden 1, 1+1/2, 1+1/2+1/3, ..., den harmoniska serien, divergent och växer mot oändligheten.

## Funktionsföljder
Man kan också betrakta konvergens av en följd av funktioner {\displaystyle f_{n}} definierade på något intervall, {\displaystyle I}, av de reella talen eller allmänt en godtycklig mängd. Man säger att {\displaystyle f_{n}} konvergerar punktvis till {\displaystyle f} om {\displaystyle \lim _{n\to \infty }f_{n}(x)=f(x)} för alla {\displaystyle x} i {\displaystyle I}.